# Vidav
Vidav [vidáu] je priimek več znanih Slovencev:
- Ivan Vidav (1918—2015), matematik, univerzitetni profesor, akademik
- Josip Vidav (1894—1974), rimskokatoliški duhovnik, domoljub, podpornik NOB